# Сизуэн (кантон)
Сизуэ́н (фр. Cysoing) — упраздненный кантон во Франции, регион Нор — Па-де-Кале, департамент Нор. Входил в состав округа Лилль.
В состав кантона входили коммуны (население по данным Национального института статистики за 2011 г.):
- Баши (1477 чел.)
- Бувин (704 чел.)
- Бургель (1590 чел.)
- Ваннеен (1104 чел.)
- Женеш (2611 чел.)
- Камфен-ан-Певель (2115 чел.)
- Каппель-ан-Певель (2209 чел.)
- Кобрьё (526 чел.)
- Лувиль (857 чел.)
- Мушен (1380 чел.)
- Перонн-ан-Мелантуа (872 чел.)
- Сенген-ан-Мелантуа (250 чел.)
- Сизуэн (4672 чел.)
- Тамплев (5805 чел.)

## Экономика
Структура занятости населения:
- сельское хозяйство — 9,9 %
- промышленность — 6,5 %
- строительство — 8,4 %
- торговля, транспорт и сфера услуг — 42,1 %
- государственные и муниципальные службы — 32,2 %

Уровень безработицы (2011) - 7,5 % (Франция в целом - 12,8 %, департамент Нор - 16,3 %). 

Среднегодовой доход на 1 человека, евро (2011) - 34 968 (Франция в целом - 25 140, департамент Нор - 22 405).

## Политика
Жители кантона в целом придерживались правых взглядов. На президентских выборах 2012 г. они отдали в 1-м туре Николя Саркози 34,5 % голосов против 23,2 % у Франсуа Олланда и 17,0 % у Марин Ле Пен, во 2-м туре в кантоне победил Саркози, получивший 58,8 % голосов (2007 г. 1 тур: Саркози - 35,8 %, Сеголен Руаяль - 21,6 %; 2 тур: Саркози - 59,5 %). На выборах в Национальное собрание в 2012 г. по 6-му избирательному округу департамента Нор жители кантона в 1-м туре отдали большинство голосов - 27,9 % - кандидату социалистов Анжелик Дефонтен, но во 2-м туре в кантоне победил действующий депутат, член правого Союза за народное движение Тьерри Лазаро, набравший 56,1 % голосов. (2007 г. Тьерри Лазаро (СНД): 1-й тур - 48,5 %, 2-й тур - 57,7 %). На региональных выборах 2010 года в 1-м туре победил список «правых», собравший 29,3 % голосов против 22,7 % у занявшего 2-е место списка социалистов. Во 2-м туре единый «левый список» с участием социалистов, коммунистов и «зелёных» во главе с Президентом регионального совета Нор-Па-де-Кале Даниэлем Першероном получил 43,6 % голосов, «правый» список во главе с сенатором Валери Летар занял второе место с 39,5 %, а Национальный фронт Марин Ле Пен с 16,9 % финишировал третьим.
|  | Кандидат    | Партия                    | % голосов |
|  | ----------- | ------------------------- | --------- |
|  | Люк Монне   | Союз за народное движение | 72,43     |
|  | Анни Лемайё | Национальный фронт        | 27,57     |

|  | Кандидат     | Партия                    | % голосов |
|  | ------------ | ------------------------- | --------- |
|  | Люк Монне    | Союз за народное движение | 55,68     |
|  | Эвелин Дюпир | Социалистическая партия   | 44,32     |